# 明浄学院事件
明浄学院事件（めいじょうがくいんじけん）は、学校法人明浄学院において2016年から続く一連の騒動。この事件で業務上横領の嫌疑を受けたものの、2021年に無罪判決を受け確定したプレサンスコーポレーション株式会社元社長に対する冤罪事件については、プレサンス事件またはプレサンス冤罪事件などと呼ばれる。
元々は、明浄学院高等学校の郊外への校舎移転計画を発端とする。移転中止となったことを契機に横領事件に発展し、2019年には学校法人明浄学院元理事長の大橋美枝子をはじめとする数名が逮捕されることとなった。また、その余波で学校法人の資金繰りが悪化して運営資金の確保が困難になったとして、2020年には民事再生法の適用を申請した。なお、2020年10月には大阪地方裁判所に民事再生計画が認可された。2022年5月、民事再生手続を終結し、大阪地方裁判所よりその旨決定を受けた。

## 概要
従前より明浄学院高等学校には郊外の吹田市への校舎移転計画があった。2016年春に、後に明浄学院の理事長となる大橋美枝子は、当時のプレサンスコーポレーション社長・山岸忍から18億円を借りることに成功した（このとき、山岸は部下らから学校法人に貸し付けるものと説明されていたため、学校法人に貸し付けるものと認識していた）。大橋は、18億円のうち5億円を運転資金に困っていた学校法人明浄学院に寄付し、さらに10億円は当時の学校法人明浄学院理事長吉本富男に又貸しされた。大橋は自ら副理事長に就任した上で知人らを要職に起用するなどして理事会を固め、実質的な経営権を握った。プレサンスコーポレーション社長の知人（後述の不動産業者ピアグレースの山下隆志社長）も理事に就任して移転計画を進めたが、吹田市への移転計画は保護者からの強い反対によって頓挫した。
明浄学院高等学校は移転を取りやめ、校舎の建て替えで現地で存続することになったが、その建て替え工事のために、用地の約半分（約7300平方メートル）が売却されることになった。2017年6月には明野に代わって大橋が理事長に就任し全権を握り、同年7月、ピアグレースに32億円で売却する契約を締結した。その契約の際ピアグレースが支払った手付金21億円はプレサンスコーポレーションが用意したものであり、事実上ピアグレースを介してプレサンスコーポレーションに土地を売却するものであった。プレサンスコーポレーションからピアグレースを経由して学校法人明浄学院に21億円が振り込まれると、大橋は学校法人明浄学院から21億円を株式会社サン企画に預託、同社を経由して分散送金し、プレサンスコーポレーション社長に対する18億円の返済や、協力者への報酬として分配した。これが大橋らによる着服事件の概略である。
2018年4月に大橋と男性理事は上場直前の仮想通貨の購入を計画する。大橋は大阪観光大学の運営資金1億円を理事会に諮らずに、関連会社へ送金し現金で引き出して仮想通貨の購入に充てられたが、仮想通貨はほぼ無価値となった。2019年7月の学校法人の会見では9000万円は回収済みと発表されているが、関連会社の元職員によれば、帳簿上の付け替えや学校への請求を相殺して返済したことにしたとのことである。
2019年6月に大橋は仮想通貨への不正流用の責任を問われて理事長を辞任したものの、まだ大半の理事に影響力があり、隠蔽をしたい理事会の方針で法人顧問に就任した。後任の理事長には西和彦が就任した。この際に、辞任した仮想通貨を購入した理事を再任、内部告発した理事を解任した
。しかも数日後に（西が２１億円の横領を刑事告発する姿勢に転じたため）今度は西を理事長職から解任するよう他の理事に働きかけ、それを知った西は顧問契約を解除した。2019年8月には、西は大橋を背任の疑いで刑事告訴しようとしたが、逆に理事会にて理事長及び理事を解任された。
2019年12月、大阪地検特捜部は、学院の土地売却代金21億円を着服し私的に流用したとして、業務上横領の疑いで学校法人明浄学院元理事長・大橋美枝子、株式会社プレサンスコーポレーション社長・山岸忍、同社子会社元社長・小林佳樹、不動産業者ピアグレース社長・山下隆志、仲介業者サン企画社長・池上邦夫、同社顧問・小谷隆を業務上横領容疑で逮捕した。
西は「大橋容疑者が選んだ理事がまだ法人に残っている現状はいかがなものか」「金策に悩んだ学院が資金を出す部外者にすがり、経営権を譲渡したことが土地の切り売りを招いた」と取材に答えた。学生数の減少から、以前から法人は資金繰りが悪化していた。西は、事件が報道され、さらに金策が苦しくなった学院がまた「同じ轍（てつ）を踏む危険性は十分にある」と警鐘を鳴らしていた。その後、裁判所の決定で学校法人明浄学院の理事の職務は停止され、その間に民事再生法の適用を申請するなどして体制を一新した。明浄学院高等学校は2022年4月に学校法人藍野大学に継承され、大阪観光大学は引き続き学校法人大阪観光大学が経営する。
2021年10月までに、大橋美枝子（元理事長）に懲役5年6カ月の有罪判決が確定した。プレサンス社子会社元社長についても有罪判決が出ている。一方、2021年10月28日には、大阪地裁は「着服計画を認識していたとするには合理的な疑いが残る」として山岸に無罪（求刑・懲役3年）を言い渡し、後に無罪が確定している。

## 明浄学院の時系列
- 2016年春 - 元コンサルタント会社経営の大橋美枝子に対して、マンションデベロッパーの株式会社プレサンスコーポレーション社長山岸忍が18億円を無担保で貸し付ける。18億円は、10億円が吉本富男理事長に又貸しされ、5億円が法人に寄付された[9][25]。
- 2016年4月 - 大橋美枝子が副理事長に就任する。明野欣一理事長を始め過半数の理事に自分の知人らを据えて実質的な経営権を握った[4][8]。
- 2017年6月 - 大橋が理事長に就任する[4]。
- 2017年7月6日 - 土地を売って得た手付金21億円を直ぐに仲介した不動産会社へ預け金として送金した[11][25]。
- 2018年3月 - 公益財団法人日本高等教育評価機構は大阪観光大学について、評価基準の一部を満たしていないとして2017年（平成29年）度認証評価結果を「保留」とした[26]。
- 2018年4月ごろ - 大学の運営資金1億円が理事会に無断で法人の関連会社へ送金され現金で引き出された後、仮想通貨の購入に充てられたとみられる[13][27]。購入した仮想通貨は、その後、ほとんど無価値となった[14]（2019年6月で20万円程度[28]）。
- 2019年6月19日 - 仮想通貨に関する理事での話し合いが行われ「刑事事件になると学校が吹っ飛ぶ」「検察が動くとまずい」「助成金にも関わる」「私たちにも傷がつく」との意見から、解任や捜査機関への告訴は見送り、大橋と仮想通貨を購入した理事が6月22日に辞任し6月19日以降は理事長の職務は行わない事で決着した[17]。
- 2019年6月22日 - 私的運用を指摘され大橋が辞任、理事長に西和彦が着任する[19][12]。運営資金1億円の流出疑惑を受けて、大橋が辞任した後任である[19][12]。大橋は法人顧問として残留した[18]。また、仮想通貨を購入した理事が再任され、一方で１億円の不正流用を内部告発した理事が解任された[7]。
- 2019年7月 - 理事会の合意なく大橋自身が勤める関連会社名義の口座に仮想通貨取得目的で運営資金1億円を流出させたと報道、西が記者会見し報道内容を認める[13][29]。さらに明浄学院高等学校の土地売却を巡る手付金21億円が所在不明になっている問題も発覚し、西は大橋を背任の疑いで刑事告訴した[19][12]。
- 2019年7月 - 一連の報道と大阪観光大学からの要請を受け、公益財団法人日本高等教育評価機構は同大学について行っていた評価基準を満たすに至ったかどうかの再評価を中止した[30]。
- 2019年8月24日 - 明浄学院理事会は西を理事長と理事から解任した[19][12]。西に代わって赤木攻・大阪観光大学学長が理事長に就任した[31]。
- 2019年9月1日 - 奥田貴美子が明浄学院高等学校校長に就任。絵面功二・明浄学院高等学校前校長は法人常務理事および高等学校担当理事として残留[32]。
- 2019年9月10日 - 上記の資金流用問題に対し、学校法人明浄学院や関連企業に対して大阪国税局による税務調査が開始された[33]。税務申告の内容が適切だったかどうか調査を行った[33]。
- 2019年10月29日 - 大阪地方検察庁特別捜査部は、大橋らが明浄学院高等学校の土地売却に関して21億円の資金を着服した疑いが強まったとして、法人本部のある大阪観光大学などの家宅捜索を行った[34]。本件については、法人関係者が大阪地検に刑事告発していた[35]。
- 2019年11月10日 - 大阪地検特捜部は、大橋ら数人を明浄学院高等学校の土地売却の手付金21億円を着服した疑いが強まったとして立件することを決め、上級庁と最終協議を開始[36]。
- 2019年11月23日 - 学校法人明浄学院の理事会は、土地を売却した手付金21億円が所在不明になっている事件につき、大橋や関係先会社の役員らを、業務上横領容疑で大阪地検に刑事告訴する方針を決めた[37]。
- 2019年12月5日 - 大阪地検特捜部は、業務上横領の疑いで大橋ら5人を逮捕した。同特捜部は、明浄学院の経営を掌握するために調達した18億円の穴埋めのために21億円を着服したとみて捜査[21][38]。
- 2019年12月8日 - 大阪地検特捜部は、小林に対して「検察なめんなよ。」などと発言した[39]。また、大阪地検特捜部は、山下に対しても、「今の立ち位置からしたら情状的にかなり悪いところにいるよ。」「（山岸の関与があったかどうかで）責任の重さは変わってくる」などと発言し、山下は「全部協力してしゃべる。助けてください。」などと発言した[39]。
- 2019年12月9日 - 大阪地検特捜部は、小林に対して「あなたはプレサンスの評判をおとしめた大罪人ですよ。」「損害を賠償できます？10億、20億じゃ済まない。それを背負う覚悟で今、話をしていますか。」などと発言した[39]。
- 2019年12月16日 - 大阪地検特捜部は、業務上横領の疑いで株式会社プレサンスコーポレーションの社長山岸忍を逮捕した[22][40]。
- 2019年12月23日 - 山岸がプレサンスコーポレーション代表取締役社長を辞任[41]。事件を受け、同社は調査・検証のための外部経営改革委員会を設置[42]。
- 2019年12月25日 - 大阪地検特捜部は、業務上横領罪で大橋、山岸、他4容疑者について起訴した。また大橋の知人のコンサルタント会社社長とピアグレース社社長についても捜査したが、いずれも不起訴処分（起訴猶予）となった[43]。
- 2019年12月30日 - 理事会は第三者委員会の報告を受け、元理事長の大橋と元理事の男性Yが、預かり保管中だった運営資金1億円を、理事会の合意なく2018年4月に法人預金口座から法人関連会社の預金口座を経由する形で出金し、仮想通貨取得目的で着服したとして、業務上横領の疑いで刑事告訴することを決定した[44][45][46]。
- 2019年12月末 - 横領事件を受け、法人が設置した第三者委員会が責任を明確にするよう求めたことから、赤木攻理事長を含めた理事らが引責辞任の意向を示した[47]。また、この後に赤木は大阪観光大学学長についても辞任し、大学を退職。翌年3月までに大学観光学部の山田良治教授が学長代行に就任している[48]。
- 2020年1月17日 - 横領事件の責任を明確にするため、奥田貴美子・明浄学院高等学校校長を理事長とする暫定理事会が発足した、と報じられた[47]。経営難のため他の学校法人に支援を求めており、支援が決まれば新体制に移行する見込みという[47]。
- 2020年1月20日 - 一連の事件・不祥事を受け、日本私立学校振興・共済事業団は大阪観光大学に対し、2019年度の私立大学等経常費補助金（私学助成金）を全額交付しないことを決めた[49][50]。
- 2020年2月12日 - 運営資金1億円を理事会の合意なく出金し着服した業務上横領の疑いで法人から刑事告訴されていた元理事長の大橋と元理事の男性Yについて、大阪地検特捜部は両名とも嫌疑不十分で不起訴処分にした[51]。
- 2020年2月14日 - 一連の事件・不祥事を受け、大阪府私学課は明浄学院高等学校に対し、2019年度の経常費補助金を30%カットすることを決めた[52][53]。理由について大阪府は「法令違反があり、理事会が機能していなかった」と指摘した[54]。
- 2020年2月26日 - 新理事会が発足。奥田貴美子・明浄学院高等学校校長が理事長、山内俊夫・株式会社山内不動産社長（元文部科学副大臣、元衆議院議員）らが理事に就任[55]。理事会は今後公判の進捗状況を見ながら、第三者委員会の報告書を公表すると表明。
- 2020年3月4日 - 松本国際高等学校（長野県松本市）や岡崎日本語学校（愛知県岡崎市）を経営する学校法人理知の杜理事長の麦島善光・株式会社ZENホールディングス会長（株式会社麦島建設元会長）の申し立てにより、大阪地方裁判所は奥田理事長と山内理事ら7人の理事の職務を停止する仮処分決定を出した。停止期間中は大阪地裁が選任した理事長職務代行者・印藤弘二弁護士と理事職務代行者の弁護士4名が職務を代行する[56]。麦島会長の申立書によると、法人内で運営をめぐる対立があるといい、法人は2019年12月に理事会を開き、翌1月11日付で麦島会長を新理事長に選ぶと決議したにもかかわらず、奥田校長の新理事長の就任を発表。教職員には「1月13日の理事会で選任した」とのメールが送られたという。ZENホールディングスは法人に資金援助を申し出ている企業グループ。麦島会長側は「1月13日の理事会は内規違反で無効」と主張し、民事訴訟も起こす構えを示した[57]。
- 2020年3月16日 - 学校法人明浄学院は大阪地裁に民事再生法の適用を申請し、同日、保全管理命令を受けた[58][59]。負債総額は申請時点で約7億6000万円だが、所在不明となっている高校の土地売買代金約21億円を含めると約28億6000万円まで膨れ上がる可能性があるほか、2019年度の私学助成金が全額不交付となるなど資金繰りも悪化し、当面の運転資金の確保が困難になったという[60][61]。民事再生手続中は大阪地裁より保全管理人に選任された中井康之弁護士が管財人となり、法人を運営する[62]。大阪観光大学と明浄学院高等学校は存続する予定。校舎・設備は維持し、教職員も原則として雇用を続けるという[63]。
- 2020年3月12日 - 第三者委員会の調査報告書を 公益財団法人日本高等教育評価機構に提出[30]。
- 2020年3月19日 - 第三者委員会の調査報告書を公表[7]。2019年12月30日に第三者委員会から最終の調査報告書を受領したという[64]。報告書は事件の背景について「多くの理事が大橋元理事長の協力者として就任し、理事会は機能不全に陥っていた」と指摘した。
- 2020年3月 - 日本私立学校振興・共済事業団は同年1月の決定に基づき、大阪観光大学に対し2019年度の私立大学等経常費補助金（私学助成金）を全額交付しない旨を公表した[65]。
- 2020年3月23日 - 理事長職務代行者・印藤弘二弁護士が大阪観光大学・明浄学院高等学校の在学生・入学予定者・保護者に対し、法人の今後の運営体制について「適正かつ健全な運営体制を構築」する旨の声明を出した[66]。
- 2020年3月31日 - 学校法人明浄学院は大阪地裁より民事再生手続きの開始決定を受けた。土地売買手付金以外の負債額は約7億6千万円。またプレサンスコーポレーションは同日、同社のホームページに外部経営改革委員会の報告書[67]と再発防止策の骨子[68]を公表。報告書は事件について、同社が山岸の独断による経営に陥り、十分なチェック体制が無かったことを指摘した[69]。
- 2020年4月9日 - 学校法人明浄学院とピアグレース及びプレサンスコーポレーションは、明浄学院高等学校の土地売買契約について、三者間で21億円の清算処理を行い、売買契約を解除することで合意した、と発表した[70][71]。サン企画に預託された学校法人明浄学院の金21億円について、その返還請求権を学校法人明浄学院がプレサンスコーポレーション前社長・山岸忍個人に21億円で譲渡、山岸が学校法人明浄学院に対する道義的責任の履行として、これを21億円で譲り受け、学校法人明浄学院は山岸から譲渡代金21億円を受領。学校法人明浄学院はピアグレースに対して売買契約に基づく手付金21億円を返金し、売買契約を合意解除するに至った。事実上山岸が学校法人明浄学院に21億円支払い、その21億円をピアグレースが支払った手付金21億円としてこれを返金し清算したものである[72]。また売買契約時に高校敷地の一部に登記されていたピアグレースおよびプレサンスコーポレーションに対する所有権移転仮登記、ピアグレースを抵当権者とする抵当権設定登記、プレサンスコーポレーションに対する転抵当権設定登記なども全て抹消された。この結果、明浄学院高等学校の敷地について売買契約締結前の状態に戻り、元の通り学校法人明浄学院の所有に帰した。
- 2020年4月17日 - 不足している運転資金について、大阪地方裁判所からの許可を得て、三井住友銀行との間で当座貸越契約を締結。同行より融資を受けることが可能となった[73]。
- 2020年6月30日 - 大阪観光大学学長及び学校法人明浄学院理事に伊藤鉃也・元国際交流学部特命教授が就任[74]。山田良治・学長代行は副学長及び理事に就任[75]。渡邊雅彦・明浄学院高等学校元教頭[76]が同高校校長及び理事に就任。印藤弁護士、麦島会長らも理事に就任した[77]。
- 2020年8月20日 - 学校法人明浄学院は、経営再建に向けて大阪観光大学及び明浄学院高等学校の支援者が決定し支援契約を締結した、と発表した[78]。明浄学院創立100周年の2022年4月をもって大阪観光大学と明浄学院高等学校の経営を分離。明浄学院高等学校については2022年4月に学校法人明浄学院から学校法人藍野大学（茨木市、小山英夫理事長）に譲渡、学校法人藍野大学が運営を継承する。学校法人藍野大学は現在の明浄学院高等学校敷地内に新校舎を建設することを確約しているほか、明浄学院高等学校から藍野大学への内部進学も可能になるという[79]。大阪観光大学については、2022年4月以降も引き続き学校法人明浄学院が運営し、以前から法人に資金援助を申し出ていた麦島会長が支援する。職務停止中の奥田理事長らは解任された。学校法人藍野大学と麦島会長から合計約20億円の資金提供を受け、再建を目指す。高校・大学とも移転せず引き続き現在の校地・施設が維持され、名称の変更もしない予定であるが、法人の起源である旧制明浄高等女学校以来続いた明浄学院高等学校は、明浄学院創立100年をもって学校法人明浄学院から切り離されることになった[80]。
- 2020年8月24日 - 管財人の中井弁護士が20日発表の再生計画案を大阪地方裁判所に提出[81]。
- 2020年9月30日 - 大阪地方裁判所で開催された債権者集会において、再生計画案が賛成多数により可決[82]。
- 2020年10月1日 - 山本健慈・和歌山大学元学長が学校法人明浄学院理事及び顧問に就任[75]。
- 2020年10月2日 - 債権者集会での可決を受け、大阪地方裁判所が再生計画認可を決定。異議申し立てはなく、同月下旬に再生計画が確定。 奥田理事長に代わって管財人の中井康之弁護士が理事長に就任し、債務の弁済を行う[82]。
- 2021年1月26日 - 前日の大阪地方裁判所における大橋元理事長の実刑判決を受け、中井理事長は改めて事件について謝罪し、現在の法人は適正に管理運営を行っている旨を表明した[83]。
- 2021年3月16日 - 一連の事件を受け、公益財団法人日本高等教育評価機構は大阪観光大学について、評価基準を満たすに至ったかどうかの再評価は行わず、2017年（平成29年）度認証評価結果を「不適合」とすることを決定し、同月25日、大学に通知した[30]。伊藤学長は法人および大学の再建のための諸施策の継続に努力する意向を示し、現在の法人及び大学の管理運営・教育研究は適正に行っている旨を表明した[84]。また法人は5月、問題点について速やかに改善し、諸課題について引き続き適切な対応を行う意向を示した[85]。
- 2021年3月19日 - 日本私立学校振興・共済事業団は大阪観光大学に対し、2020年度の私立大学等経常費補助金（私学助成金）を全額交付しないことを決定し、その旨を公表した[86]。
- 2021年12月31日 - 伊藤鉃也学長が任期途中で退任[87]し、大学を退職。学校法人明浄学院理事も辞任。
- 2022年1月1日 - 山田良治副学長が学長に就任[88]。
- 2022年3月22日 - 日本私立学校振興・共済事業団は大阪観光大学に対し、2021年度の私立大学等経常費補助金（私学助成金）を75％減額して交付することを決定し、その旨を公表した[89][90]。
- 2022年4月1日 - 明浄学院高等学校を学校法人藍野大学に経営移管（設置者変更）。学校法人明浄学院の名称を「学校法人大阪観光大学」に変更[91]。中井康之弁護士が学校法人明浄学院理事長および管財人を退任[92]。山本健慈・学校法人明浄学院顧問が学校法人大阪観光大学理事長に就任[93]。
- 2022年5月17日 - 大阪地方裁判所から民事再生手続の終結決定を受けた[94]。
- 2023年3月 - 日本私立学校振興・共済事業団は大阪観光大学に対し、2022年度の私立大学等経常費補助金（私学助成金）を50％減額して交付することを決定し、その旨を公表した[95]。
- 2024年3月 - 日本私立学校振興・共済事業団は大阪観光大学に対し、2023年度の私立大学等経常費補助金（私学助成金）を25％減額して交付することを決定し、その旨を公表した[96]。
- 2024年3月26日 - 公益財団法人日本高等教育評価機構は大阪観光大学について、評価基準を満たしているとして2023年（令和5年）度認証評価結果を「適合」と認定した[97]。認定の期間は2023年4月1日から2030年3月31日まで。

## 本事件で起訴された各被告の判決等
- 2021年1月25日 - 大阪地方裁判所は大橋被告に懲役5年6月の実刑判決を言い渡した[98][99][100][101]。判決では2017年7月、理事長であった大橋が山岸ら5人と共謀し、明浄学院高等学校の校地をプレサンスコーポレーションに売却して法人が得た手付金21億円を、複数の会社を経由し、別の不動産会社に送金、全額を横領した業務上横領罪を認定。坂口裕俊裁判長は「被害額は横領事件のなかで最も高額な部類にあたり、法人の経営を困難にさせた。被告は多額の利益を得ており、厳しい非難を免れない」「動機に酌量の余地はなく、手段を選ばぬやり方は、計画的かつ悪質で巧妙」と指摘。検察側の求刑は懲役7年であったが、判決では「学生数を増やしたことは相応に評価すべきで、山岸が21億円を弁済したため財産的な被害は回復されている」ことが考慮された。大橋は起訴事実を全面的に認め、関西テレビの面会取材に対し、「自分は経営難の学校の救世主だと思っていました。その気持ちは今でも変わりません」「刑に服すつもりです」と述べた[102]ものの、その後一転して控訴した[103][104]。大橋とともに起訴された山岸ら5人については、大橋とは別に裁判手続きが進められた。
- 2021年3月25日 - 大阪地方裁判所（坂口裕俊裁判長）はプレサンスコーポレーションの子会社元社長・小林佳樹被告に懲役2年、執行猶予4年（求刑懲役2年）の有罪判決を言い渡した。坂口裕俊裁判長は「（小林被告は）ある程度主体的に行動し、重要な役割を果たした」と指摘。一方「事件で得た利益がない」ことが考慮され、執行猶予が付された[105]。
- 2021年5月24日 - 山岸被告の初公判が大阪地方裁判所（坂口裕俊裁判長）で開かれた。山岸被告は「（大橋被告らと）共謀した事実は一切ない」と述べ、無罪を主張。また、弁護側は「（2016年春の）山岸被告からの18億円貸し付け先は大橋被告個人ではなく学校法人明浄学院であり、正当なもの」と述べ、検察側と争う姿勢を見せた[103][106]。
- 2021年7月8日 - 山岸被告の公判で、大阪地方裁判所は山下隆志の供述調書を証拠として採用しない決定をした[107]。山下は検事から「（山岸被告の）関与があるなら言わないと。あなたの責任の重さが変わってくる」と言われ、うその供述をしたと証言しており、坂口裕俊裁判長は「自身の刑の重さが変わると言われ、検察官に迎合した可能性が否定できない」と述べた。捜査段階から一貫して無罪を主張している山岸に対し、検察側の有罪立証の柱の一つが失われた。また、小林佳樹の取り調べを録音録画した映像が弁護側の請求で証拠採用され、法廷で再生されたところ、「学校側に貸すと（山岸被告に）説明した」と供述する小林に対し、検事が「それだと山岸（被告）をだましたことになる」などと問い直す場面があり、山岸の弁護人は公判後、「検察の見立て通りになるよう供述させている」と批判した[107]。
- 2021年8月10日 - 山岸の公判が結審。検察は論告で「山岸被告は、大橋被告に買収資金として貸し付けると認識していた」と指摘し、懲役3年を求刑。一方、弁護側は「山岸被告は、大橋被告ではなく明浄学院に学校の再建費用として貸し付けており、買収資金とは認識していなかった」「部下の作成した文書にも「貸付先を学校法人にする」という記載があり、彼らの供述や証言は信用できない」と無罪を主張した。山岸は最後に「私が横領に共謀した事実は、一切ございません」と述べた[108][109][110]。
- 2021年8月25日 - 大阪高等裁判所（村山浩昭裁判長）は「一審の量刑認定に誤りはない」として、懲役5年6月とした一審・大阪地裁判決を支持し、大橋の控訴を棄却した。大橋は起訴内容を認めて事実関係を争わず、一審判決の量刑は重すぎると主張していた[111]。大橋は上告せず実刑判決が確定し、間もなく和歌山刑務所に移送、収監された。
- 2021年10月28日 - 大阪地方裁判所（坂口裕俊裁判長）は、「小林らの説明時の認識に基づき、基本的には明浄学院への貸付である、あるいは最終的に明浄学院に債務を負担させる資金である、などと説明されていたことがうかがわれる」「当時、明浄学院の債務になると認識していても何ら不合理ではなく、逆に、明浄学院の債務にならない可能性があると認識していたというには合理的な疑いが残る」として山岸に対して無罪を宣告した[112][113]。無罪判決を受けた山岸は大阪市内で記者会見し、「適正な判決をいただいてうれしく思う」と述べた[114]。
- 2021年11月 - 山岸について大阪地検が控訴断念し、山岸の無罪が確定した[24]。
- 2022年3月29日 - 山岸は大阪地検特捜部の捜査に関して、違法な取り調べが行われたとして担当検事2人を刑事告発した。また、大阪地裁において国に対する7億7千万円の損害賠償を請求する民事訴訟を提起した[115][116]。
- 2022年6月13日 - 山岸の国家賠償請求訴訟第1回口頭弁論が大阪地裁で開かれ、国側は争う構えを示し、訴えを退けるよう求めた[117][118]。
- 2022年6月21日 - 大阪地検は山岸が刑事告発した担当検事2人について不起訴（嫌疑不十分）とした。これに対し山岸は同24日、不起訴不当として大阪第4検察審査会に審査を申し立てた[119][120]。山岸は検事1人について、不起訴となった公務員の職権乱用事件を審理する刑事裁判にかけるよう求める付審判請求を行った。
- 2023年3月　大阪地裁は「（検事1人の）取り調べは陵虐行為にあたるが継続的ではなかった」として山岸の付審判請求を棄却。山岸は大阪高裁に抗告[121][122]。
- 2024年8月8日 - 大阪高裁（村越一浩裁判長）は山岸の元部下に対し違法な取り調べを行ったとして、担当検事1人（同検事は2024年10月17日現在、東京高等検察庁に在職中[123]）を特別公務員暴行陵虐罪で審判に付す決定をした[124][125]。
- 2024年10月4日 - 山岸は、上記の担当検事1人による違法な取り調べを容認した共犯にあたるとして、捜査を指揮した当時の大阪地方検察庁特捜部の主任検事（同主任検事は2024年10月4日現在、神戸地方検察庁刑事部長に在任中[126]）について、特別公務員暴行陵虐などの疑いで大阪高等検察庁に告発状を提出した[127][128]。同告発では山岸の国家賠償請求訴訟にて行われた2024年6月の証人尋問における元主任検事の証言の一部が偽証罪に当たるとも指摘している[129][130]。
- 2024年10月16日 - 大阪地裁における山岸の国家賠償請求訴訟において、特捜検事による違法な取り調べを証明するために映像の提出を地裁に求めた山岸の請求について、最高裁判所第二小法廷（草野耕一裁判長）は提出させる範囲を約50分とした大阪高裁の決定を破棄し、約18時間分の取り調べ映像を証拠として提出するよう国に命じる決定を出した。最高裁裁判官4人全員一致の結論。取り調べの録音・録画の提出を最高裁が国に命じた初めての事例。検察の取り調べの映像が民事裁判で検証されることになる[131]。
- 2025年3月21日 - 大阪地裁（小田真治裁判長）は「逮捕・起訴は不合理だったとはいえない」として捜査の違法性を否定し、山岸が国に7億7000万円の賠償を求めた訴えを棄却した[132]。同月31日、山岸側は判決を不服として控訴した[133]。